# Liste des représentants de Washington, D.C.
Ne doit pas être confondu avec Liste des représentants de l'État de Washington.
La capitale fédérale des États-Unis Washington, D.C. dispose d'un délégué siégeant à la Chambre des représentants des États-Unis pour représenter ses intérêts (district At-large). En raison du statut particulier du district de Columbia qui n'est pas un État fédéré américain, l'élu ne possède pas le droit de vote bien que pouvant s'exprimer devant la Chambre, débattre et proposer des textes de loi et siéger dans des commissions parlementaires (et les présider). La capitale, très fortement démocrate — les huit wards votant chacun dans les années 2010 à moins de 20 % pour le Parti républicain — et progressiste, n'est pas représentée au Sénat des États-Unis.

## Délégation au117econgrès(2021-2023)
| Déléguée | Déléguée              | Déléguée | Début du mandat | Parti     |
| -------- | --------------------- | -------- | --------------- | --------- |
|          | Eleanor Holmes Norton |          | 3 janvier 1991  | Démocrate |

## Délégations historiques

### De 1871 à 1875
| Congrès         | Délégué | Délégué | Délégué                 |
| --------------- | ------- | ------- | ----------------------- |
| 42e (1871-1873) |         |         | Norton Chipman (en) (R) |
| 43e (1873-1875) |         |         | Norton Chipman (en) (R) |

### 1875-1971
Entre le 44e congrès et le 91e congrès, Washington, D.C n'est pas représenté au niveau fédéral. Le Congrès supprime ce poste en 1874 puis le restaure en 1971.

### Depuis 1971
| Congrès          | Délégué | Délégué | Délégué                   |
| ---------------- | ------- | ------- | ------------------------- |
| 92e (1971-1973)  |         |         | Walter Fauntroy (D)       |
| 93e (1973-1975)  |         |         | Walter Fauntroy (D)       |
| 94e (1975-1977)  |         |         | Walter Fauntroy (D)       |
| 95e (1977-1979)  |         |         | Walter Fauntroy (D)       |
| 96e (1979-1981)  |         |         | Walter Fauntroy (D)       |
| 97e (1981-1983)  |         |         | Walter Fauntroy (D)       |
| 98e (1983-1985)  |         |         | Walter Fauntroy (D)       |
| 99e (1985-1987)  |         |         | Walter Fauntroy (D)       |
| 100e (1987-1989) |         |         | Walter Fauntroy (D)       |
| 101e (1989-1991) |         |         | Walter Fauntroy (D)       |
| 102e (1991-1993) |         |         | Eleanor Holmes Norton (D) |
| 103e (1993-1995) |         |         | Eleanor Holmes Norton (D) |
| 104e (1995-1997) |         |         | Eleanor Holmes Norton (D) |
| 105e (1997-1999) |         |         | Eleanor Holmes Norton (D) |
| 106e (1999-2001) |         |         | Eleanor Holmes Norton (D) |
| 107e (2001-2003) |         |         | Eleanor Holmes Norton (D) |
| 108e (2003-2005) |         |         | Eleanor Holmes Norton (D) |
| 109e (2005-2007) |         |         | Eleanor Holmes Norton (D) |
| 110e (2007-2009) |         |         | Eleanor Holmes Norton (D) |
| 111e (2009-2011) |         |         | Eleanor Holmes Norton (D) |
| 112e (2011-2013) |         |         | Eleanor Holmes Norton (D) |
| 113e (2013-2015) |         |         | Eleanor Holmes Norton (D) |
| 114e (2015-2017) |         |         | Eleanor Holmes Norton (D) |
| 115e (2017-2019) |         |         | Eleanor Holmes Norton (D) |
| 116e (2019-2021) |         |         | Eleanor Holmes Norton (D) |
| 117e (2021-2023) |         |         | Eleanor Holmes Norton (D) |